# Осмонова, Нурзат Курманбековна
Осмонова Нурзат Курманбековна — киргизский государственный и политический деятель.

## Биография
Родилась 17 января 1986 года в городе Ош, Ошской области.
После окончания школы в 2003 году поступила в Кыргызский национальный университет имени Жусупа Баласагына. В 2008 году после завершения учёбы получила диплом с отличием, решением Государственной аттестационной комиссии Осмоновой Нурзат присвоена квалификация Юрист по специальности «Юриспруденция».
В 2008 году начала свою трудовую деятельность консультантом депутата Жогорку Кенеша Кыргызской Республики, до 2010 по совместительству работала преподавателем на юридическом факультете в Кыргызском национальном университете имени Жусупа Баласагына.
В 2009 году работала Ведущим специалистом по правовым вопросам УГНС КР по налогам и сборам по контролю за крупными налогоплательщиками ГНС при Правительстве КР.
В 2010 году начала свою политическую карьеру, по списку от идеалистической демократической партии «Ата-Журт» избрана депутатом Жогорку Кенеша Кыргызской Республики. Став депутатом кыргызского парламента в 24 года она стала самым молодым депутатом Жогорку Кенеша за всю историю независимости Кыргызстана.
В 2011 году работала в качестве Начальника Управления экспертизы законопроектов Аппарата Жогорку Кенеша Кыргызской Республики.
С 2012 по 2015 года проработала начальником Управления правовой и специализированных видов экспертиз законопроектов Аппарата Жогорку Кенеша Кыргызской Республики.
В 2019 году прошла государственную итоговую аттестацию в федеральном государственном бюджетном образовательном учреждении высшего образования «Российская академия народного хозяйства и государственной службы при Президенте Российской Федерации» в городе Москва, решением Государственной экзаменационной комиссии ей присвоена квалификация «Магистр» по направлению подготовки Государственное и муниципальное управление.

## Образование
Кыргызский национальный университет имени Жусупа Баласагына, квалификация Юрист по специальности «Юриспруденция».
Федеральное государственное бюджетное образовательное учреждение высшего образования «Российская академия народного хозяйства и государственной службы при Президенте Российской Федерации» город Москва, квалификация «Магистр» по направлению подготовки Государственное и муниципальное управление.

## Трудовая деятельность
- 2008 год — консультант депутата ЖК КР. По совместительству с 2008 −2010 преподаватель на юридическом факультете в КНУ.
- 2009 год — Ведущий специалист по правовым вопросам УГНС КР по налогам и сборам по контролю за крупными налогоплательщиками ГНС при Правительстве КР.
- 2010 — по списку от идеалистической демократической партии «Ата-Журт» избрана депутатом Жогорку Кенеша Кыргызской Республики.
- 2011 — Начальник Управления экспертизы законопроектов Аппарата Жогорку Кенеша Кыргызской Республики.
- 2012—2015 — Начальник Управления правовой и специализированных видов экспертиз законопроектов Аппарата Жогорку Кенеша Кыргызской Республики.

## Награды и звания
Награды: «Отличник Юстиции». Награждена нагрудным знаком.
Классный чин: Советник Государственной службы 1 класса.
Звания: Полковник Юстиции